# Лавальде
Лавальде (нім. Lawalde) — громада в Німеччині, розташована в землі Саксонія. Входить до складу району Герліц. Складова частина об'єднання громад Лебау.
Площа — 14,53 км2. Населення становить 1808 ос. (станом на 31 грудня 2020).